# Paul Gavarni
Paul Gavarni, właśc. Sulpice Guillaume Chevailier (ur. 13 stycznia 1804 w Paryżu, zm. 23 listopada 1866 tamże) – francuski rysownik i karykaturzysta. Rysował satyry na życie paryskie i wielkomiejską nędzę Londynu. Swoje prace publikował między innymi w Le Charivari i Les gens du Monde. Wybór ich wydano w Oeuvres choisies de G. około 1850 w dwóch tomach. Ilustrował Żyd wieczny tułacz Sue'a.

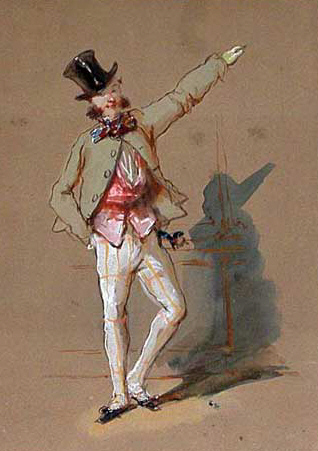
Dandys w Paryżu, akwarela Paula Gavarniego